# Elizabeth af York
Elizabeth af York (født 11. februar 1466, død 11. februar 1503) var dronning af England, gift med Henrik 7. fra 1486 til 1503 og mor til kong Henrik 8. af England.
Hun blev født i Westminster som ældste barn af kong Edvard 4. af England og hans dronning Elizabeth Woodville.
Som femårig var hun kortvarigt forlovet med George Neville, søn af John Neville, jarl af Northumberland, en tilhænger af Edvard 4. Men Northumberland skiftede side, og forlovelsen blev ophævet. I 1475 blev hun tilbudt som brud til den franske kronprins Karl, men det blev aflyst af Karls far, Ludvig  11.
Efter faderens død i 1483 blev Elizabeths yngre bror udnævnt til kong Edvard 5. af England. Hendes onkel, Richard, hertug af Gloucester, blev udnævnt til regent og værge for nevøerne og tog kort efter kronen ved et kup, lod (formodentligt) nevøerne myrde og sig selv krone som Richard 3. af England. Elizabeths mor, Elizabeth Woodville, indgik en alliance med Lady Margaret Beaufort, mor til Henrik Tudor, der var tiptipoldebarn af Edvard 3. af England og arving til Huset Lancaster, og som gennem ægteskab med Elizabeth ville kunne styrke sit krav til kronen.
Den 22. august 1485 kæmpede Elizabeths forlovede mod hendes onkel i Slaget ved Bosworth. Richard 3. havde den største hær men blev forrådt og døde i kamp, hvorefter Henrik Tudor erobrede kronen som Henrik 7. af England. 
Elizabeth og Henrik blev gift den 18. januar 1486. Deres første søn, Arthur Tudor, blev født den 20. september 1486, og Elizabeth blev kronet dronning den 25. november 1487. Havde Henriks krav på tronen ikke været baseret på erobring, ville Elizabeth have været den retmæssige arving til tronen som Edvard 4. af Englands arving, idet det blev antaget, at hendes brødre var døde. 
Ægteskabet blev en succes, og begge parter ser ud til at have holdt af hinanden. Som dronning havde Elizabeth ikke megen politisk indflydelse, især på grund af sin stærke svigermor, Lady Margaret Beaufort, og hun beskrives som blid, venlig og generøs, glad for musik, dans og terningspil, og hun holdt mynder.
Den 14. november 1501, giftede Elizabeths ældste søn, Arthur, sig med den spanske infanta, Katarina af Aragonien, datter af Ferdinand 2. af Aragonien og Isabella 1. af Kastilien. Fem måneder senere var Arthur død, og nyheden fik Henrik 7. til at bryde sammen af sorg. For at trøste ham blev Elizabeth gravid igen, og hun fødte en pige, Katarina, som døde samme dag (2. februar 1503). Kort efter døde Elizabeth af barselsfeber den 11. februar på sin 37 års fødselsdag. 
Hun blev begravet i Westminster Abbey, og da Henrik døde i 1509, blev han begravet ved hendes side.
Hendes anden søn blev konge af England efter sin far under navnet Henrik 8. af England, og hendes døtre Margrete og Marie blev gift med henholdsvis Jakob 4. af Skotland og Ludvig 12. af Frankrig. Margrete blev mor til Jakob 5. af Skotland og bedstemor til Marie Stuart, dronning af Skotland og dermed oldemor til Jakob 6. af Skotland og 1. af England, fra hvem alle senere britiske monarker nedstammer. 
Elizabeth af York er den eneste engelske dronning, som har været hustru, datter, søster, niece, mor og bedstemor til engelske konger.

## Børn
- Arthur, prins af Wales (1486-1502)
- Margaret Tudor (1489-1541), gift med Jakob 4. af Skotland og dronning af Skotland 1503-1513
- Henrik, hertug af York (fra 1502 prins af Wales) (1491-1547), senere konge som Henrik den 8.
- Elizabeth Tudor (1492-95)
- Marie Tudor (1496-1533), gift med Ludvig 12. af Frankrig og dronning af Frankrig 1514-15
- Edmund Tudor, hertug af Somerset (1499-1500)
- Katarina Tudor (1503], døde kort efter fødslen, moderen Elizabeth døde få dage senere